# Koziegłowy (powiat koniński)
Koziegłowy – wieś w Polsce położona w województwie wielkopolskim, w powiecie konińskim, w gminie Kleczew. Miejscowość wchodzi w skład sołectwa Janowo.
W latach 1975–1998 miejscowość administracyjnie należała do województwa konińskiego.
We wsi znajduje się Szkoła Podstawowa im. Józefa Jóźwiaka z 1929 roku. 
W pobliżu wsi znajduje się jezioro o powierzchni 37 ha oraz grodzisko z okresu halsztackiego.